# Saison 15 de NCIS : Enquêtes spéciales
Chronologie
Saison 14 Saison 16
Cet article présente le guide des épisodes de la quinzième saison de la série télévisée américaine NCIS : Enquêtes spéciales.

## Distribution

### Acteurs réguliers
- Mark Harmon (VF : Hervé Jolly) : Leroy Jethro Gibbs, chef d'équipe du NCIS
- Pauley Perrette (VF : Anne O'Dolan) : Abigail Sciuto (épisodes 1 à 22), experte scientifique du NCIS
- Sean Murray (VF : Adrien Antoine) : Timothy McGee, agent spécial du NCIS
- Brian Dietzen (VF : Christophe Lemoine) : Jimmy Palmer , médecin légiste assistant du NCIS
- Emily Wickersham (VF : Barbara Beretta) : Eleanor « Ellie » Bishop, agent spécial du NCIS
- Rocky Carroll (VF : Serge Faliu) : Leon Vance, directeur du NCIS
- David McCallum (VF : Michel Le Royer) : Donald Mallard, médecin légiste du NCIS (13 épisodes)
- Wilmer Valderrama (VF : Eilias Changuel) : Nick Torres, agent spécial du NCIS
- Duane Henry (VF : Jean-Baptiste Anoumon) : Clayton Reeves, (épisodes 1 à 21)
- Maria Bello (VF : Déborah Perret) : Jacqueline Sloane (dès l'épisode 4)[1], agent spécial et psychologue du NCIS

### Acteurs récurrents et invités
- Margo Harshman : Delilah Fielding, analyste du DOD (épouse de Timothy McGee) (épisodes 1 et 9)
- Laura San Giacomo : Dr Grace Confalone, psychologue (épisodes 2 et 22)
- Joe Spano : Tobias Fornell, agent senior du FBI (meilleur ami de Jethro Gibbs) (épisodes 7, 14, 15 et 22)
- Diona Reasonover : Kasie Hines, nouvelle experte scientifique en remplacement d'Abby (épisodes 17 et 23)
- Muse Watson : Mike Franks (épisode 8)
- Robert Wagner : Anthony DiNozzo Sr, père de Anthony DiNozzo (épisodes 18)

## Production
Le 29 février 2016, la série a été renouvelée pour une quinzième saison. 
La quinzième saison, comporte 24 épisode et est diffusée du 26 septembre 2017 au 22 mai 2018 sur CBS.
En Suisse, la saison est diffusée du 1er mars 2018 au 30 août 2018 sur RTS Un.
En Belgique, elle a été diffusée du 10 septembre 2018 au 15 mai 2019 sur RTL-TVI.
En France, elle a été diffusée du 28 décembre 2018 au 7 juin 2019 sur M6.
Le 14 juin 2017, il est annoncé que Jennifer Esposito quitte la série après seulement une saison, dû à la mort du producteur Gary Glasberg.
Duane Henry, qui interprète Clayton Reeves, voit son personnage mourir lors de l'épisode 21 de la saison, ce qui provoque le départ lors de l'épisode 22 le départ d'Abby Sciuto interprétée par Pauley Perrette depuis le premier épisode de la série. Ce départ avait été annoncé par l'actrice en octobre 2017.
Diona Reasonover, qui interprète Kasie Hisnes, la nouvelle experte scientifique du NCIS, fait sa première apparition dans l'épisode 17.
Maria Bello, qui interprète Jackie Sloane, la psychologue du NCIS, fait sa première apparition dans l'épisode 4 et est par la suite crédité en tant que personnage régulier.
Laura San Giacomo, Muse Watson, Robert Wagner, Margo Harshman et Joe Spano sont revenus en tant que récurrents dans un ou plusieurs épisodes de cette saison.

## Épisodes

### Épisode 1:Voyage au bout de l'enfer
- États-Unis /  Canada : 26 septembre 2017 sur CBS[5] / Global[6]
- Suisse : 1er mars 2018 sur RTS Un
- Belgique : 10 septembre 2018 sur RTL-TVI
- France : 28 décembre 2018 sur M6

- États-Unis : 13,29 millions de téléspectateurs[7] (première diffusion)
- Canada : 1,94 million de téléspectateurs[8] (première diffusion + différé 7 jours)
- France : 2,83 millions de téléspectateurs[9] (première diffusion)

- Margo Harshman : Delilah Fielding (1/2)
- Robert Pine : Theodore Randolph, membre du congrès
- Emiliano Diez : Jefe
- Manuel Uriza : Nicolas Rebollo
- Cheryl Texiera : Jezebel Poppins
- Andi Chapman : Bernice Donaldson, membre du congrès
- Sumalee Montano : Agent spécial du NCIS Nicole Taggart
- James Babson : Mickey Clark
- Darius De La Cruz : El Doctor
- Romeo Fabian : Un autre rebelle

### Épisode 2:Effets secondaires
- États-Unis /  Canada : 3 octobre 2017 sur CBS / Global
- Suisse : 1er mars 2018 sur RTS Un
- Belgique : 10 septembre 2018 sur RTL-TVI
- France : 4 janvier 2019 sur M6

- États-Unis : 13,50 millions de téléspectateurs[10] (première diffusion)
- Canada : 1,95 million de téléspectateurs[11] (première diffusion + différé 7 jours)
- France : 2,88 millions de téléspectateurs[12] (première diffusion)*

- Todd Giebenhain : Leo
- Judy Kain : Gladys Stone
- A. Leslie Kies : Donna Coyne
- Matt Knudsen : Jensen Reed
- Kristen O'Meara : Lydia Smith
- Bo Youngblood : Janis
- Laura San Giacomo : Dr Grace Confalone 1/2

### Épisode 3:La Revenante
- États-Unis /  Canada : 10 octobre 2017 sur CBS / Global
- Suisse : 8 mars 2018 sur RTS Un
- Belgique : 28 octobre 2018 sur RTL-TVI
- France : 11 janvier 2019 sur M6

- États-Unis : 13,60 millions de téléspectateurs[13] (première diffusion)
- Canada : 2,07 millions de téléspectateurs[14] (première diffusion + différé 7 jours)
- France : 2,87 millions de téléspectateurs[15] (première diffusion)

- Jack Conley : Détective Danny Sportelli
- Lauren Stamile : Inspecteur de police Michelle Lane
- Susan Blakely : Cadence Darwin
- Coley Mustafa Speaks : Omar Nitro
- Alexandra Davis : Landon Pottorf
- May Letcher : Fiona
- Travis Wester : Inspecteur de police Miles Higgins
- Carter MacIntyre : Benny Sitano
- Adam Faison : Alastair

### Épisode 4:En pleine tempête
- États-Unis /  Canada : 17 octobre 2017 sur CBS / Global
- Suisse : 8 mars 2018 sur RTS Un
- Belgique : 28 octobre 2018 sur RTL-TVI
- France : 18 janvier 2019 sur M6

- États-Unis : 12,85 millions de téléspectateurs[16] (première diffusion)
- Canada : 1,93 million de téléspectateurs[17] (première diffusion + différé 7 jours)
- France : 2,94 millions de téléspectateurs[18] (première diffusion)

- Trevor Donovan : Commandant de la Navy Thomas Buckner
- Alberto De Diego : Lieutenant de Marine Ethan Wynn
- Andrew Puente : Quartier maître de troisième classe Joe Smiddy
- Gates McFadden : Constance Belmont
- Andrew Asper : Mitch Greyson
- Alexis Stier : Farrah
- Megan Stier : Sarah
- Kent Shocknek : Guy Ross, présentateur des nouvelles de ZNN
- Jill Czarnowski : Ottsley, technicien du NCIS
- Maria Bello : Agent Jacqueline "Jackie" Sloane

- Musique fin épisode : Unstoppable de Sia
- Première apparation de Jack Sloane, jouée par Maria Bello

### Épisode 5:Une histoire à raconter
- États-Unis /  Canada : 24 octobre 2017 sur CBS / Global
- Suisse : 15 mars 2018 sur RTS Un
- Belgique : 4 novembre 2018 sur RTL-TVI
- France : 25 janvier 2019 sur M6

- États-Unis : 13,30 millions de téléspectateurs[19] (première diffusion)
- Canada : 2,08 millions de téléspectateurs[20] (première diffusion + différé 7 jours)
- France : 2,98 millions de téléspectateurs[21] (première diffusion)

- Samaire Armstrong : Melissa Goodman
- Ashley Jones : Nancy Douglas
- John Laughlin : Capitaine de la Navy Alan Redding
- Ted Shackelford : Stewart
- Yolanda Snowball : secrétaire de la réunion
- Ryan Radis : Andrew Lewis
- Paloma Rabinov : Sally la sobre

- On comprend à la fin que la photo détournée vient de Tony, McGee se venge gentiment en détournant la photo de son ami au pensionnat.
- Maria Bello est créditée au générique lors de cet épisode.

### Épisode 6:Pris au piège
- États-Unis /  Canada : 31 octobre 2017 sur CBS / Global
- Suisse : 15 mars 2018 sur RTS Un
- Belgique : 4 novembre 2018 sur RTL-TVI
- France : 1er février 2019 sur M6

- États-Unis : 12,11 millions de téléspectateurs[22] (première diffusion)
- Canada : 2,07 millions de téléspectateurs[23] (première diffusion + différé 7 jours)
- France : 2,63 millions de téléspectateurs[24] (première diffusion)

- Rodney To : Docteur Steven Cho
- Eileen Galindo : Evelyn Gomez
- James Leo Ryan : Richard Oscar Shea alias Ricochet
- Ray Stoney : Ben Golden
- Seth Coltan : adjoint Allen Smedley
- Granville Ames : Hank
- Kaley Ronayne : Rhonda Collins
- Mark Berry : Joe
- Juan Alfonso : Ramon Moncada
- S. Zylan Brooks : Catherine Scott

### Épisode 7:Le Témoin X
- États-Unis /  Canada : 7 novembre 2017 sur CBS / Global
- Suisse : 22 mars 2018 sur RTS Un
- Belgique : 11 novembre 2018 sur RTL-TVI
- France : 8 février 2019 sur M6

- États-Unis : 13,47 millions de téléspectateurs[25] (première diffusion)
- Canada : 1,99 million de téléspectateurs[26] (première diffusion + différé 7 jours)
- France : 2,76 millions de téléspectateurs[27] (première diffusion)

- Joe Spano : Agent du FBI en retraite T.C. Fornel (1/4)
- Graham Hamilton : Gabriel Hicks
- Hilary Ward : Jessica Shaeffer
- Allen Maldonado : Raymond Smith
- Fran Bennett : Mary Elaine Smith
- Beau Billingslea : Denny "Pop" Rydell
- Todd Jeffries : Thomas Gardiner
- Penny Peyser : Juge Susan Delphy
- Brian Maierhofer : Lieutenant de la Navy Edward O'Connell

### Épisode 8:Médium
- États-Unis /  Canada : 14 novembre 2017 sur CBS / Global
- Suisse : 22 mars 2018 sur RTS Un
- Belgique : 11 novembre 2018 sur RTL-TVI
- France : 15 février 2019 sur M6

- États-Unis : 13,08 millions de téléspectateurs[28] (première diffusion)
- Canada : 2,08 millions de téléspectateurs[29] (première diffusion + différé 7 jours)
- France : 2,97 millions de téléspectateurs[30] (première diffusion)

- Muse Watson : Mike Franks
- Laura Regan : Amber Davis
- Ben Begley : Jimmy Lancaster
- Tom Degnan : Lonnie Davis
- Gino Montesinos : Viggo Siggurdson
- David Pevsner : Conducteur

### Épisode 9:Le Cycle de la vie
- États-Unis /  Canada : 21 novembre 2017 sur CBS / Global
- Suisse : 29 mars 2018 sur RTS Un
- Belgique : 25 novembre 2018 sur RTL-TVI
- France : 22 février 2019 sur M6

- États-Unis : 12,54 millions de téléspectateurs[31] (première diffusion)
- Canada : 1,94 million de téléspectateurs[32] (première diffusion + différé 7 jours)
- France : 3,11 millions de téléspectateurs[33] (première diffusion)

- Margo Harshman : Delilah Fielding (2/2)
- Dan Lauria : Morgan Cade, agent des urgences
- Henri Lubatti : Andre Yorka
- Brian Kimmet : George Barbado, chargé de la sécurité de l'hôtel
- Christine Horn : Docteur Felicia Serena
- Al Cornel : Lieutenant Wilton Buck de la police métropolitaine
- Sarah Butler : Nicole
- Andy Cohen : Docteur Warren Cole
- Rob Locke : Viktor Lopuchin
- Max Bird-Rindell : Nigel Ford, officier du MI5
- Flor De Maria Chahua : Infirmière
- Donald Li : Employé de bureau

### Épisode 10:Père et Fils
- États-Unis /  Canada : 12 décembre 2017 sur CBS / Global
- Suisse : 29 mars 2018 sur RTS Un
- Belgique : 25 novembre 2018 sur RTL-TVI
- France : 1er mars 2019 sur M6

- États-Unis : 12,58 millions de téléspectateurs[34] (première diffusion)
- Canada : 1,92 million de téléspectateurs[35] (première diffusion + différé 7 jours)
- France : 3,07 millions de téléspectateurs[36] (première diffusion)

- James Morrison : Senateur John Phillips
- Jonathan Kite : Chet Goodman
- Aaron Jennings : Seth Hendrix
- Amanda Payton : Misty Boxlarter
- Michael Masini : Axel McKenzie III alias L'Homme
- Nicki Micheaux : Détective de la police métropolitaine Martha Mayer
- Franco Barberis : Sergent artilleur de marine Matt Lecroix
- Blake Webb : Chandler Phillips
- Joey Stromberg : Caporal Gig Girard

### Épisode 11:Mission à haut risque
- États-Unis /  Canada : 2 janvier 2018 sur CBS / Global
- Suisse : 5 avril 2018 sur RTS Un
- Belgique : 2 décembre 2018 sur RTL-TVI
- France : 8 mars 2019 sur M6

- États-Unis : 14,10 millions de téléspectateurs[37] (première diffusion)
- Canada : 1,94 million de téléspectateurs[38] (première diffusion + différé 7 jours)
- France : 2,45 millions de téléspectateurs[39] (première diffusion)

- Marshall Allman : Donnie James Bailey
- Ramiz Monsef : Mitchell Young
- Kevin Ashworth : Richard Lane
- Jamie Sorrentini : Francine « Frankie » Mancuso
- Charlene Amoia : Denise Mancuso
- Jozef Fahey : Jared Turner

### Épisode 12:Le Grand Secret
- États-Unis /  Canada : 9 janvier 2018 sur CBS / Global
- Suisse : 12 avril 2018 sur RTS Un
- Belgique : 2 décembre 2018 sur RTL-TVI
- France : 15 mars 2019 sur M6

- États-Unis : 14,24 millions de téléspectateurs[40] (première diffusion)
- Canada : 2,07 millions de téléspectateurs[41] (première diffusion + différé 7 jours)
- France : 2,87 millions de téléspectateurs[42] (première diffusion)

- Patrick Labyorteaux : Capitaine de la Navy du JAG Bud Roberts, Jr.
- Kaitlyn Black : Lieutenant de la Navy Melissa Newhall / Rita
- James Read : Alan Newhall, père
- Gina Hecht : Christine Newhall, mère
- Valery Ortiz : Kerry Lyons, amie du lieutenant
- Brian Hallisay : David Crocker
- Nathan Sutton : Barry Goode
- John L. Bader : réceptionniste
- Mark Dippolito : L'homme louche

- Quatrième crossover avec la série JAG avec l'apparition du personnage de Bud Roberts.

### Épisode 13:Ma fille, ma bataille
- États-Unis /  Canada : 23 janvier 2018 sur CBS / Global
- Suisse : 19 avril 2018 sur RTS Un
- Belgique : 9 décembre 2018 sur RTL-TVI
- France : 22 mars 2019 sur M6

- États-Unis : 13,97 millions de téléspectateurs[43] (première diffusion)
- Canada : 2,04 millions de téléspectateurs[44] (première diffusion + différé 7 jours)
- France : 2,86 millions de téléspectateurs[45] (première diffusion)

- Jamie Kaler : Christopher Bell
- Gabrielle Carteris : Julie Bell
- April Brinson : Genevieve Bell
- Naomi Grace : Kayla Vance
- Yvette Monreal : Maya Guzman
- Anjali Bhimani : Samantha Petrie
- Geoffrey Rivas : Ricardo Guzman
- Diandra Lyle : Détective de la police d'Alexandria Karen Stradivarius
- Travis Johns : Martin Curtis
- Timothy Davis-Reed : Edison Rawls
- Lizzie Broadway : Mandy
- James Austin Kerr : Phil
- Valeria Maldonado : Rachel
- Ken Luckey : John Kendall

### Épisode 14:Le Détective
- États-Unis /  Canada : 6 février 2018 sur CBS / Global
- Suisse : 26 avril 2018 sur RTS Un
- Belgique : 9 décembre 2018 sur RTL-TVI
- France : 29 mars 2019 sur M6

- États-Unis : 13,90 millions de téléspectateurs[46] (première diffusion)
- Canada : 2,05 millions de téléspectateurs[47] (première diffusion + différé 7 jours)
- France : 2,80 millions de téléspectateurs[48] (première diffusion)

- Joe Spano : Tobias "T.C." Fornell (2/4)
- Hilary Ward : Jessica Shaeffer
- Vinessa Antoine : Sarah Willis
- Kevin Pollak : Albert Hathaway
- Jeff Berg : Michael Barrett
- Matt Lowe : Joey Barrett
- Dustin Ingram : Ozzie Duncan
- Kinsey McLean : Commandant de la Navy Sean Evans
- June Carryl : Julia Marino
- Chantelle Barry : Patrice Jansen
- Jeremy Andorfer-Lopez : Officier de la police d'état de Virginie Keith Sanchez
- Peter Jang : Commandant de la Navy James Willis
- Maury Morgan : Officier de la police d'état de Virginie Marsha Jones
- Graham Hamilton : Gabriel Hicks

### Épisode 15:Pacte avec le diable
- États-Unis /  Canada : 27 février 2018 sur CBS / Global
- Suisse : 3 mai 2018 sur RTS Un
- Belgique : 16 décembre 2018 sur RTL-TVI
- France : 5 avril 2019 sur M6

- États-Unis : 12,45 millions de téléspectateurs[49] (première diffusion)
- Canada : 2,05 millions de téléspectateurs[50] (première diffusion + différé 7 jours)
- France : 2,59 millions de téléspectateurs[51] (première diffusion)

- Joe Spano : Tobias "T.C." Fornell (3/4)
- French Stewart : Paul Triff
- Graham Hamilton : Gabriel Hicks
- Fran Bennett : Mary Elaine Smith
- Stephanie Arcila : Danielle
- Hilary Ward : Jessica Shaeffer

### Épisode 16:Un Cadeau empoisonné
- États-Unis /  Canada : 6 mars 2018 sur CBS / Global
- Suisse : 10 mai 2018 sur RTS Un
- Belgique : 16 décembre 2018 sur RTL-TVI
- France : 12 avril 2019 sur M6

- États-Unis : 12,92 millions de téléspectateurs[52] (première diffusion)
- Canada : 2,08 millions de téléspectateurs[53] (première diffusion + différé 7 jours)
- France : 2,80 millions de téléspectateurs[54] (première diffusion)

- Drew Carey : John Ross
- Jake Busey : Whit Dexter
- Arienne Mandi : Emma Sweeney
- Jaymes Butler : Tom Moore
- Joanna Leeds : Molly Guinn
- Kirk Baltz : Bob Sweeney
- Jake Allyn : Quartier Maître Officier de seconde classe James Sweeney
- Shaun Clay : Quartier Maître Officier de troisième classe Albert Dale
- Mike Maolucci : Clyde Sweeney
- Tyler Parks : Quartier Maître Officier de troisième classe Gordon Cooper

### Épisode 17:Coup de massue
- États-Unis /  Canada : 13 mars 2018 sur CBS / Global
- Suisse : 17 mai 2018 sur RTS Un
- Belgique : 24 avril 2019 sur RTL-TVI
- France : 19 avril 2019 sur M6

- États-Unis : 13,26 millions de téléspectateurs[55] (première diffusion)
- Canada : 2,16 millions de téléspectateurs[56] (première diffusion + différé 7 jours)
- France : 2,55 millions de téléspectateurs[57] (première diffusion)

- Kamal Angelo Bolden : Clarence Wyatt
- Shireen Crutchfield : Jane
- Clark Freeman : Bill Lester
- Leonard Kelly-Young : George
- Diona Reasonover : Kasie Hines (1/2)
- Alyson Reed : Madame Keogh
- Ana Rey : Curatrice du musée
- Mike Wolfe (Lui même), présentateur d'American Pickers, chasseurs de trésors

### Épisode 18:À huis clos
- États-Unis /  Canada : 27 mars 2018 sur CBS / Global
- Suisse : 16 août 2018 sur RTS Un
- Belgique : 24 avril 2019 sur RTL-TVI
- France : 26 avril 2019 sur M6

- États-Unis : 11,94 millions de téléspectateurs[58] (première diffusion)
- Canada : 2,02 millions de téléspectateurs[59] (première diffusion + différé 7 jours)
- France : 2,67 millions de téléspectateurs[60] (première diffusion)

- Robert Wagner : Anthony DiNozzo Sr.
- Ty Olsson : Burke
- Ian Verdun : Francis
- Nalini Sharma : Leslie Vyas, technicienne du NCIS
- Gwendoline Yeo : Agent spécial du NCIS Joanna Wright

### Épisode 19:Une Vie meilleure
- États-Unis /  Canada : 3 avril 2018 sur CBS / Global
- Suisse : 16 août 2018 sur RTS Un
- Belgique : 1er mai 2019 sur RTL-TVI
- France : 3 mai 2019 sur M6

- États-Unis : 12,23 millions de téléspectateurs[61] (première diffusion)
- Canada : 1,92 million de téléspectateurs[62] (première diffusion + différé 7 jours)
- France : 2,91 millions de téléspectateurs[63] (première diffusion)

- Luis Jose Lopez : Javier Martinez
- Alexis Carra : Kelly Connor
- Matty Cardarople : Employé de caisse
- Lily Rose Silver : Elena
- Daniel Steven Gonzalez : Rico Ruiz

### Épisode 20:Justice aveugle
- États-Unis /  Canada : 17 avril 2018 sur CBS / Global
- Suisse : 16 août 2018 sur RTS Un
- Belgique : 1er mai 2019 sur RTL-TVI
- France : 10 mai 2019 sur M6

- États-Unis : 11,58 millions de téléspectateurs[64] (première diffusion)
- Canada : 1,89 million de téléspectateurs[65] (première diffusion + différé 7 jours)
- France : 2,85 millions de téléspectateurs[66] (première diffusion)

- Greg Cromer : Webber Silk
- Matthew Jones : Commandant de la NAVY Rick Odwalla
- Giovanni Lopes : Monsieur Nordstrom
- Robert Mammana : Shérif Greg Pearson
- Delon de Metz : Officier Quartier Maître Thomas Billings
- Sara Fletcher : Louise Cabrisio
- Marilee Talkington : Annie Barth
- James Eckhouse : Fred Cabrisio
- Lane Compton : Trevor Barth

### Épisode 21:Des femmes d'honneur
- États-Unis /  Canada : 1er mai 2018 sur CBS / Global
- Suisse : 23 août 2018 sur RTS Un
- Belgique : 8 mai 2019 sur RTL-TVI
- France : 17 mai 2019 sur M6

- États-Unis : 12,35 millions de téléspectateurs[67] (première diffusion)
- Canada : 2,05 millions de téléspectateurs[68] (première diffusion + différé 7 jours)
- France : 2,64 millions de téléspectateurs[69] (première diffusion)

- Shamori Washington : Theo Carter
- Briana Lane : Diane Boyle
- Dedan Donovan : Jax Wesley
- Darren Dupree Washington : Vigile
- Mark Engelhardt : Kent Marshall
- Jonah Wharton : Robert Flynn
- Joseph Lyle Taylor : Détective Edward Olson
- Skye P. Marshall : Sara Carter
- DeVaughn Nixon : Scott Gunderson

### Épisode 22:Ce n'est qu'un au revoir
- États-Unis /  Canada : 8 mai 2018 sur CBS / Global
- Suisse : 23 août 2018 sur RTS Un
- Belgique : 8 mai 2019 sur RTL-TVI
- France : 24 mai 2019 sur M6

- États-Unis : 15,04 millions de téléspectateurs[70] (première diffusion)
- Canada : 2,17 millions de téléspectateurs[71] (première diffusion + différé 7 jours)
- France : 2,83 millions de téléspectateurs[72] (première diffusion)

- Joe Spano : Tobias C. Fornell (4/4)
- Laura San Giacomo : Dr Grace Confalone (2/2)
- Marco Sanchez : Alejandro Rivera
- Peter Jason : SGM Robert King
- Eddie Jemison : Terry Spooner
- Joe Sabatino : Brendan Denridge
- Mark Engelhardt : Kent Marshall

- Dernier épisode pour Pauley Perrette (Abigail Sciuto). Son départ est dû au décès de Clayton Reeves dans l'épisode précédent, elle part au Royaume-Uni pour réaliser le rêve de son ami.

### Épisode 23:Un mort bien vivant
- États-Unis /  Canada : 15 mai 2018 sur CBS / Global
- Suisse : 30 août 2018 sur RTS Un
- Belgique : 15 mai 2019 sur RTL-TVI
- France : 31 mai 2019 sur M6

- États-Unis : 12,71 millions de téléspectateurs[73] (première diffusion)
- Canada : 1,78 million de téléspectateurs[74] (première diffusion + différé 7 jours)
- France : 2,18 millions de téléspectateurs[75] (première diffusion)

- Susan Walters : Marcy Brooks
- Don Lake : Capitaine Phillip Brooks de la NAVY
- Stephen Jared : David
- Diona Reasonover : Kasie Hines (2/2)

### Épisode 24:La Vengeance dans la peau
- États-Unis /  Canada : 22 mai 2018 sur CBS / Global
- Suisse : 30 août 2018 sur RTS Un
- Belgique : 15 mai 2019 sur RTL-TVI
- France : 7 juin 2019 sur M6

- États-Unis : 12,07 millions de téléspectateurs[76] (première diffusion)
- Canada : 1,90 million de téléspectateurs[77] (première diffusion + différé 7 jours)
- France : 2,10 millions de téléspectateurs[78] (première diffusion)

- Chelsea Alden : Officier de troisième classe Stephanie Vairo
- Jason Katron : Capitaine en retraite Chester Kelb
- Justice Gamble : King
- Alexa Hamilton : Sybil Rigg
- Ann Hu : Superviseur Heather White
- Carlin James : Enseigne Felix Pittorino
- Brian Jimenez : Anshiri
- Cameron Douglas Neckers : Hale
- Pej Vahdat : Nigel Hakim